# Monte Stella
El Monte Stella es una montaña calabresa, con una altitud de 832 metros sobre el nivel del mar, situada entre el área de Locride y el valle Stilaro, en los límites de la localidad de Pazzano.

## Historia
La montaña está formada por piedra caliza del Jurásico.
Hacia el año 1000, comenzó la explotación del hierro del monte por los habitantes que fundaron Pazzano. Cuando el reino de Italia se formó, la mina fue abandonada poco a poco. Actualmente, las bocas de las minas siguen existiendo.
Hasta el siglo XVII, el monte era una ermita para monjes ortodoxos griegos. Por entonces, la iglesia católica, por temor a la subversión de los monjes, crea una congregación de San Basilio y reemplaza a los monjes. Se introduce una imagen de la virgen María como culto para la zona, "capacitándola" de poderes curativos. Se cree que dicha figura proviene de algún escultor gaginesco.
En los años 90, se construyó el albergue La Vetta en la parte superior de la montaña para los peregrinos y los turistas que visiten la zona. En el 2008, el albergue fue rebautizado en honor a Don Mario Squillace. Alrededor hay varias zonas de pícnic. En los últimos años, se ha restaurado el camino U Schicciu, que conducía desde Pazzano hasta el monte y el antiguo camino de los monjes de San Basilio.
Recientemente se está pensando en usar el monte como ubicación para colocar aerogeneradores y así abastecer a la zona de electricidad mediante energías renovables.

## Mitos y leyendas

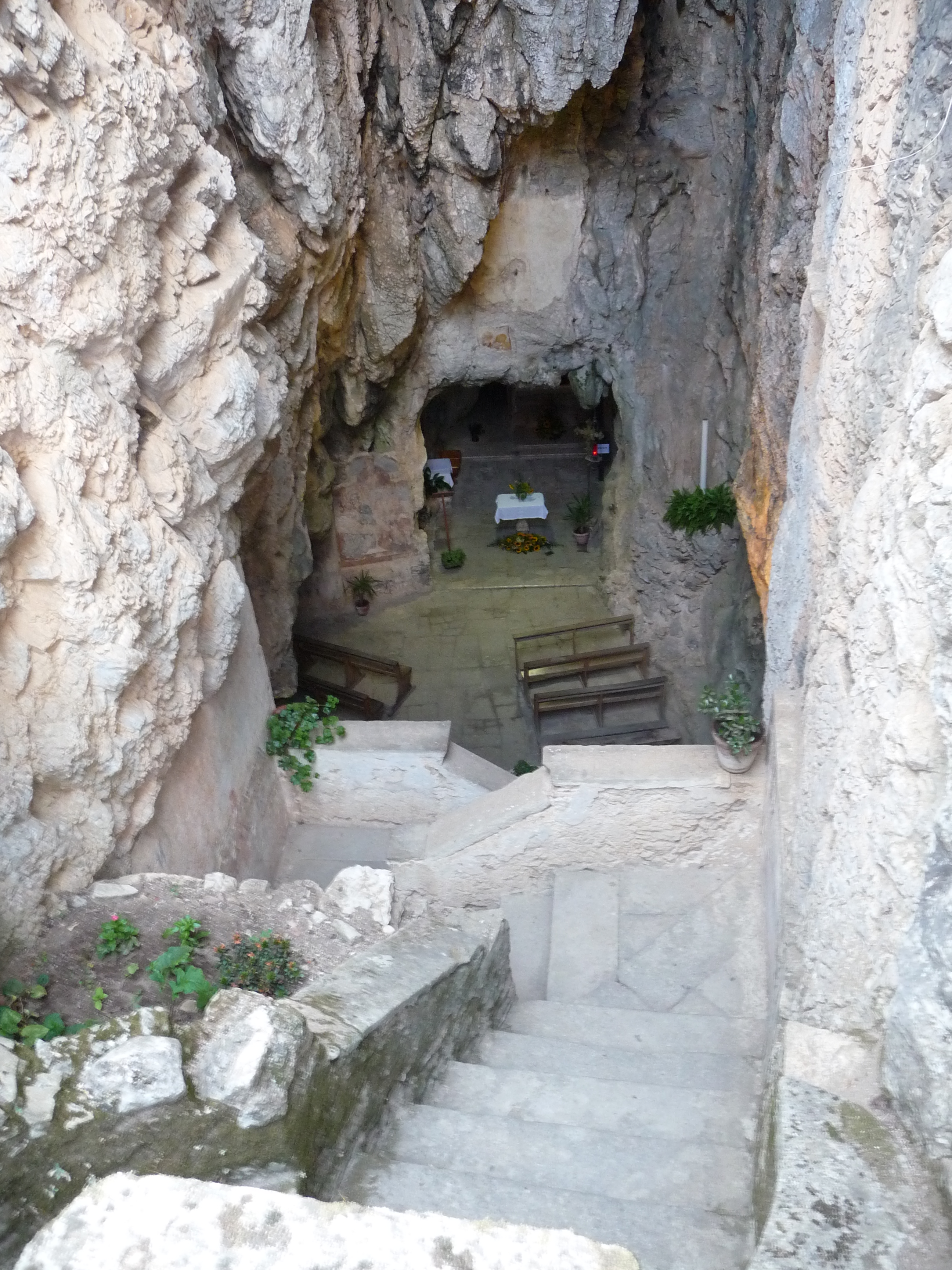
Cueva del santuario en el Monte Stella

Entre los mitos que rodean al monte, se dice que anteriormente se trataba de un volcán y que luego habitó el diablo en él. Pero con la introducción de la figura la virgen, el diablo es expulsado. A raíz de este hecho, comienza la devoción a Nuestra Señora de la Estrella. La leyenda continúa diciendo que en el interior de la cueva donde se ubica la imagen, hay signos de lucha de ésta contra el diablo.

## Fiestas
El 15 de agosto de cada año se hace una peregrinación al santuario de la Virgen de la Estrella. Se asciende por un camino de montaña con una fuerte pendiente, la Fontana vecchia, desde la localidad de Pazzano llegando hasta prácticamente la puerta del santuario.
La fiesta celebra la asunción de la virgen y la dormición de esta.